# Гомосексуальная субкультура

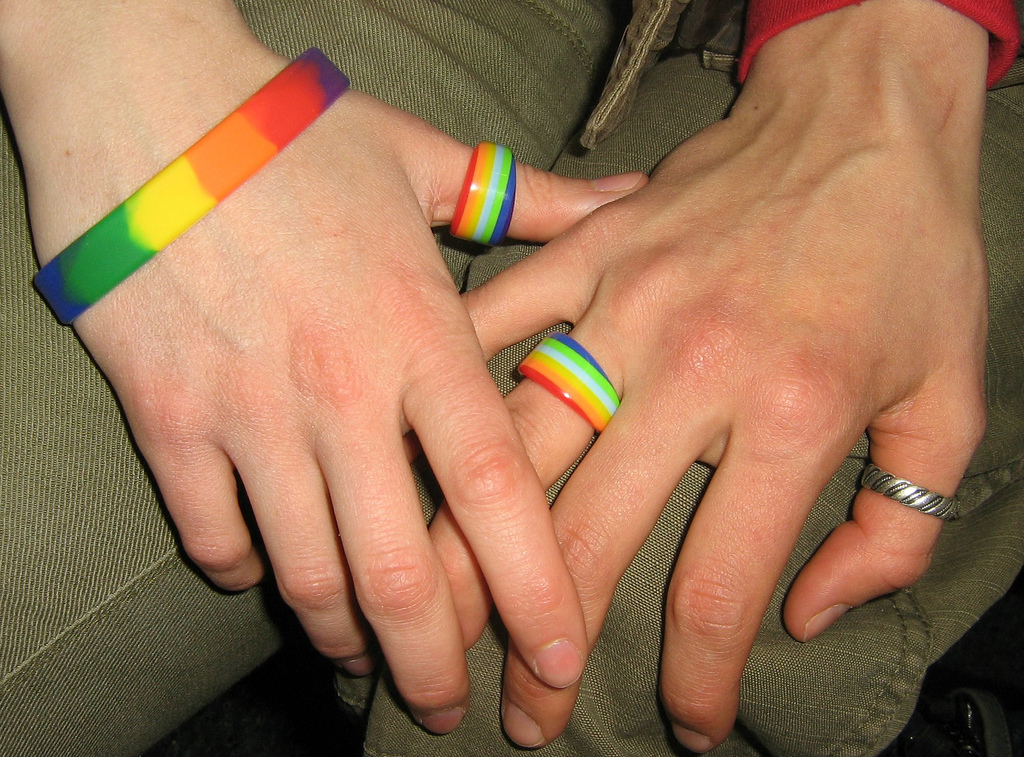
Радужная символика — один из способов самовыражения принадлежности к гей-субкультуре

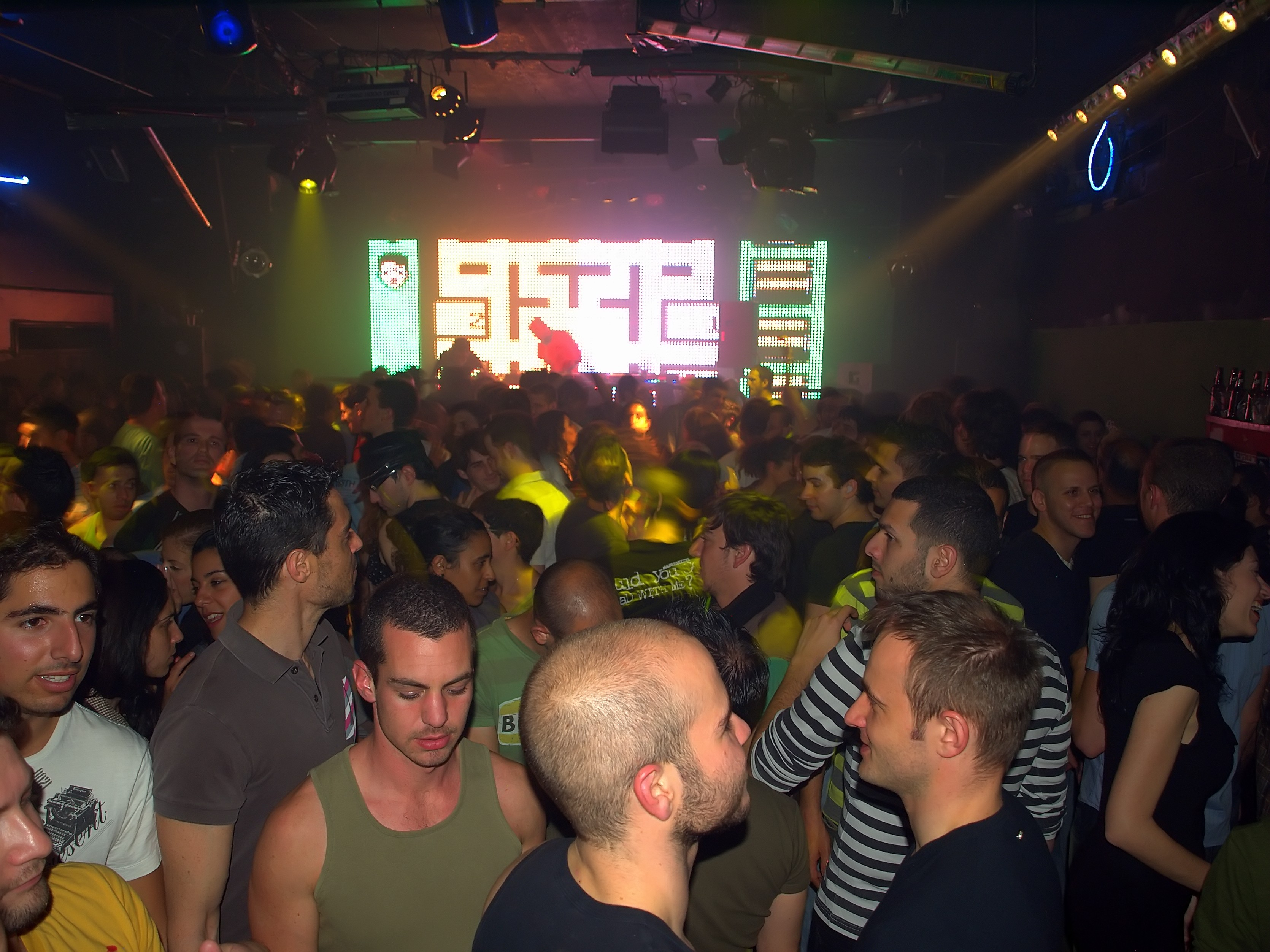
Гей-клубы и гей-бары — часть гомосексуальной субкультуры

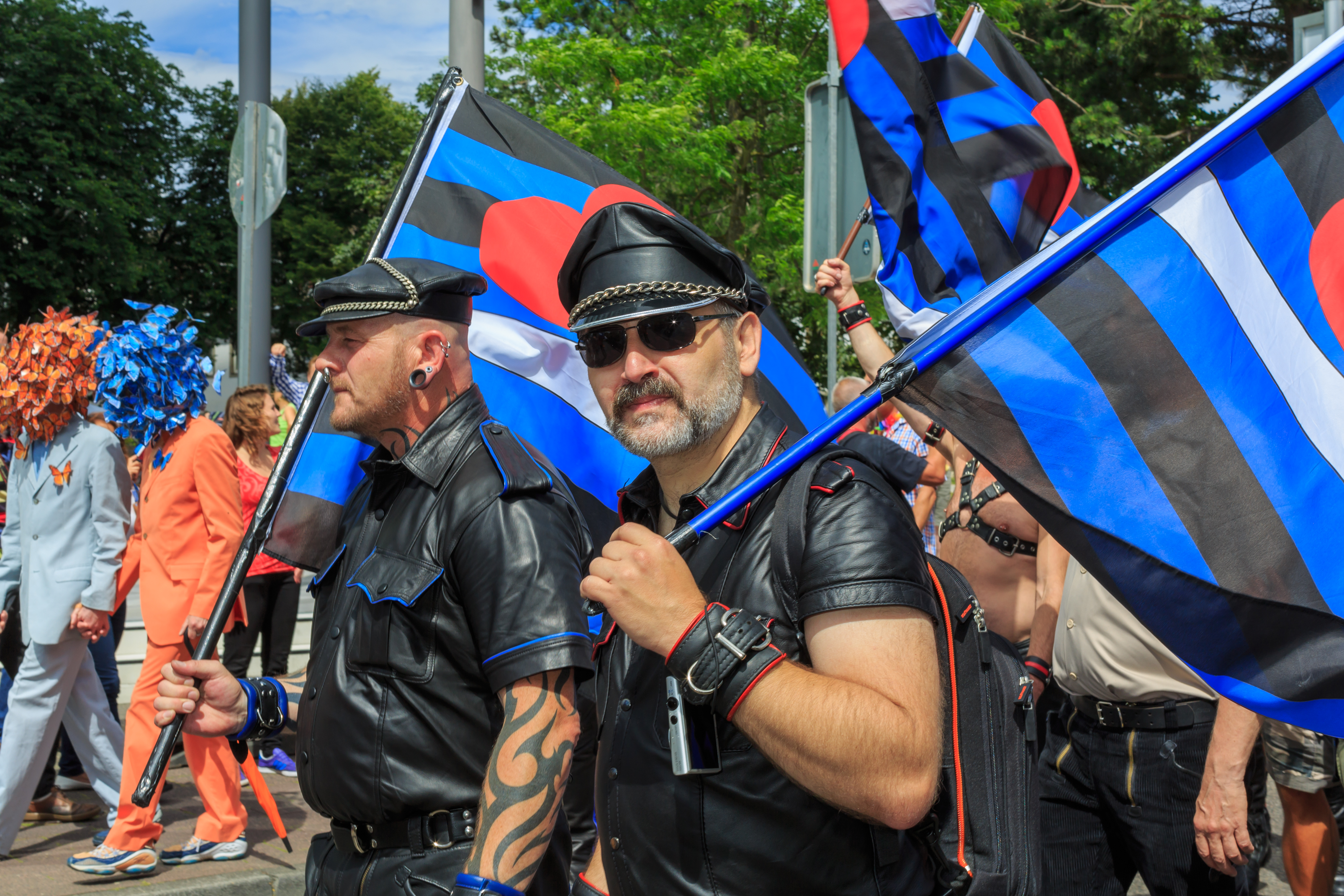
Представители «кожаной субкультуры» на гей-прайде в Кёльне в 2014 году

Гомосексуальная субкультура, также гей-культура — субкультура гомосексуалов как группы людей с определённым типом поведения, манерами, потребностями и желаниями. Одной из основных целей гомосексуальной субкультуры является обеспечение способов поиска сексуальных партнёров, а также выработка стратегий адаптации в результате переживания собственной гомосексуальности в условиях стигматитации. Обобщённое понятие «гомосексуальной субкультуры» весьма проблематично, скорее имеет смысл говорить о гей-субкультуре как о совокупности нескольких различных субсубкультур. Многие представители ЛГБТ отвергают причисление к какой-либо гомосексуальной субкультуре.

## Характеристика гомосексуальной субкультуры
Гомосексуальная субкультура часто рассматривается как субкультура группы лиц, открыто демонстрирующих свою гомосексуальность, часто в закрытой обстановке гей-гетто. Гомосексуальная субкультура основывается на самоидентификации её членов в качестве гея или лесбиянки, общности интересов (однополый секс, противостояние гомофобии), общих артефактах (публикации, украшения и символика) и ценностей (сексуальное самоопределение и социальный плюрализм). Таким образом, гомосексуальная субкультура значительно у́же, чем просто совокупность людей, имеющих однополые сексуальные контакты или людей, определяющих себя как гомосексуалы, так как не все из них принимают участие в субкультурной жизни. В то же время существуют люди, не причисляющие себя к гомосексуалам, но считающие себя бисексуалами или гетеросексуалами (особенно мужчины, занимающиеся проституцией), в той или иной степени вовлечённые в гомосексуальную субкультуру.
Вместе с тем обобщённое понятие «гомосексуальной субкультуры» весьма проблематично ввиду большой разнородности гей-сообщества, в особенности касательно их ценностей, интересов и отношения к обществу «большинства». По этой причине имеет смысл говорить о гей-субкультуре как о совокупности нескольких субсубкультур: «кожаной субкультуры», трансвеститов, колл-боев, завсегдатаев гей-баров, любителей опер и т. д. То, что принято обозначать ЛГБТ-культурой, может быть весьма различным, поэтому многие гомосексуалы не могут идентифицировать себя с какой-либо ЛГБТ-культурой.
Результаты маркетингового исследования условий обслуживания для клиентов-геев показывают, что равенство, индивидуализм и разнообразие являются важнейшими аспектами для гей-субкультуры. Дополнительно на модель потребления таких клиентов влияют взаимодействие с друзьями, гетеро- и гомосексуальный культурный интерфейс.

## Взаимоотношение гомосексуальности и субкультуры
Научные исследования, изучающие явление гомосексуальности, подчёркивают различие таких понятий, как гомосексуальное поведение, гомосексуальная идентичность и гомосексуальная социальная роль. Исследования показывают, что гомосексуальное поведение не подразумевает гомосексуальной идентичности, а проявления гомосексуальной ориентации могут значительно варьироваться, поэтому попытки определения некой унифицированной гомосексуальной модели поведения обречены на неудачу. Тем не менее гомосексуалы с большой вероятностью являются членами гомосексуальной субкультуры, и чем дольше человек является членом субкультуры, тем сильнее он усваивает её ценности.
Психолог Курт Визендангер отмечает, что своя субкультура служит для гомосексуальных людей формой защиты от дискриминации, где они не должны прятаться от общества, которое само способствует вытеснению гомосексуальных людей в субкультуру. Также автор пишет, что термин «гомосексуальная субкультура» в обществе часто связывается с образом сексуально-зависимых людей с анонимными сексуальными контактами и стереотипным поведением. Вместе с тем, он говорит о том, что некоторые геи и лесбиянки сознательно показывают защитное провокативное поведение по отношению к дискриминирующему их обществу.
Этой же точки зрения придерживается психолог Удо Раухфляйш, который говорит о том, что гомосексуальная субкультура, также как и любая другая субкультура вообще, с одной стороны даёт геям и лесбиянкам некоторое чувство защищённости, а с другой напоминает им о принадлежности к меньшинствам. Однако Раухфляйш замечает, что приверженность субкультуре имеет и негативные стороны, что связано с конформным давлением на его членов. Тем не менее, гомосексуальная субкультура и сегодня притягивает гомосексуалов по причине отсутствия у них равных с гетеросексуалами возможностей проведения свободного времени и поиска контактов в общих заведениях (барах, дискотеках, ресторанах и т. д.) без страха дискриминации или других «репрессий». Кроме того, он также отмечает, что провокативное поведение многих геев и лесбиянок, демонстрируемое в субкультуре, часто не соответствует их внутреннему миру и является лишь ответной реакцией на дискриминацию со стороны общества.
Согласно сексологу Эрвину Хеберле, гомосексуалы, получив от общества определённый ярлык, сами усваивают стереотипное поведение, интегрируя себя в гомосексуальную субкультуру, предлагающую им готовые жизненные сценарии. При этом они начинают играть определённую социальную роль, которая предписывается им обществом на данном этапе его развития — роль преступника, психического больного, извращенца. Нередко они сами начинают усваивать ту модель поведения, которая от них ожидается обществом.
Австралийский учёный и активист за гражданские права Деннис Альтман отмечает, что образ жизни гомосексуалов 1970-х годов дал начало авангардной моде в популярной культуре. По его мнению, он являлся «продуктом современного городского либерального капитализма».

## История зарождения гомосексуальной субкультуры
Социолог Рюдигер Лаутманн отмечает, что гомосексуальная субкультура возникла как субкультура, обеспечивающая поиск сексуальных контактов и поддержание сексуальности. По его мнению, на протяжении десятилетий гомосексуальность редуцировалась лишь к однополому сексу, что и по сей день оказывает негативное влияние.
Автор Клаус Лаабс пишет, что существующее сегодня понимание гомосексуальности как стабильной сексуальной ориентации и определённого субкультурного стиля жизни, отделённого от «гетеросексуального мира», существует не более 300 лет. Гомосексуальная субкультура возникла в XVIII веке в Европе в крупных городах. Частью этой субкультуры стали определённые сети контактов, бары и другие места для встреч гомосексуальной публики, особые ритуалы и сигналы для распознавания «своих» и даже своя определённая иерархия и групповая солидарность. К зарождающейся субкультуре того времени относилось отмежевание от патриархального образа мужчины, в связи с чем распространение у гомосексуальных мужчин получали, например, женские клички и манерность. При этом соблюдалось строгое деление на «активов» и «пассивов» и копирование традиционных мужской и женской гендерных ролей. Несмотря на то, что гомосексуальность проявлялась и за пределами этой субкультуры (например, в монастырях, театре, придворных кругах), именно эта зарождающаяся субкультура больших городов и положила начало формированию особой гомосексуальных идентичности и стилю жизни.
С 1960-х годов в США и других западных странах наблюдается общая сексуализация массовой культуры и формируется гражданское движение за права ЛГБТ. На этом фоне в крупных городах возникают целые районы с преобладанием гомосексуальной публики, с их магазинами, ночными клубами, барами, саунами и различными общественно-политическими организациями (центры ЛГБТ-движения, культурные инициативы, центры по профилактике ВИЧ/СПИД). При этом развитие ЛГБТ-движения вносит вклад в становление альтернативной гомосексуальной субкультуры, не ограничивающейся более одним лишь удовлетворением сексуальных потребностей.
На волне движения за гражданские права молодые гомосексуальные люди стали более открытыми и начали формировать собственную гомосексуальную идентичность в противопоставлении гетеросексуальным нормам. Обеспеченные городские гомосексуалы на основе потребительского стиля жизни создали свой, гомосексуальный, стиль жизни. Они позиционировали себя как потребителей различных товаров и услуг, в том числе театра, кино, одежды и туризма. Гей-кварталы стали притягивать к себе учреждения общественного питания для бездетной богатой публики, винные бутики, антикварные и книжные магазины. Это породило особый класс потребителя — бездетного и имеющего свободное время, как правило, белого мужчины. Одним из объектов престижа этого потребителя являются отпуски в экзотических местах и на солнечных пляжах.